# Melitaea postnarenta
Melitaea postnarenta är en fjärilsart som beskrevs av Ruggero Verity 1939. Melitaea postnarenta ingår i släktet Melitaea och familjen praktfjärilar. Inga underarter finns listade i Catalogue of Life.